# 四氟合钆酸钠
四氟合钆酸钠又名氟化钆钠，是一种无机化合物，化学式为NaGdF4。它是六方晶系晶体，空间群P6。它可由三氟乙酸钠和三氟乙酸钆在油酸/油胺/1-十八烯中共热分解制得。它掺杂特定稀土离子后可以得到上转换发光材料。